# دواين ودروف
دواين ودروف هو قاضي وسياسي أمريكي، ولد في 18 فبراير 1957 في بولينغ غرين في الولايات المتحدة. نشط حزبياً في الحزب الديمقراطي.

## وصلات خارجية
- دواين ودروف على موقع مرجع كرة القدم المحترفة.كوم (الإنجليزية)